# دیتسویل (آلاباما)
دیئتسویل (به انگلیسی: Deatsville) شهری در شهرستان اِلمور ایالت آلاباما است که مساحت آن ۱۲٫۱۵ کیلومتر مربع است و در سرشماری سال ۲۰۱۰ میلادی، ۱٬۱۵۴ نفر جمعیت داشته و تراکم جمعیتی آن، ۹۴٫۹۸ نفر در هر کیلومتر مربع بوده است.